# Kaskad (TV-program)
Kaskad är ett svenskt TV-program med Åke Falck som regissör. Programmet premiärsändes 1962 och var det första svenska tv-programmet som vann TV-priset Rose d'Or i Montreux.

## Programmet
"Kaskad" sändes första gången den 10 februari 1962 på SVT1. Underhållningsprogrammet innehöll en blandning av sketcher och musiknummer. Producent, regissör och upphovsman var Åke Falck.
I rollistan fanns bland andra Margareta Einarsson, Eartha Kitt, Jan Malmsjö, Lill Lindfors och Lena Söderblom. Koreografin gjordes av Gordon Marsh som även hade en roll i programmet.
Programmet inspelades delvis på Cirkus i Stockholm och delvis i studio.

## Historia
1962 tilldelades programmet TV-priset Rose d'Or som bästa underhållningsprogram vid festivalen i Montreux.
Programmet sändes även utomlands, bland annat i Storbritannien på BBC Television i augusti 1962.
"Kaskad" har även sänts i repris på SVT flera gånger, bland annat på nyårsafton 2006.